# Bebe Barron
Bebe Barron (Minneapolis, 16 de juny de 1925 - Los Angeles, 20 d'abril de 2008) va ser una compositora i enginyera de so nord-americana de música electrònica. Se la reconeix per realitzar juntament amb el seu marit Louis Barron les primeres composicions de música electrònica en cinta magnètica, i la primera banda sonora completament electrònica de la pel·lícula Forbidden Planet (1956).

## Biografia
Va néixer a Minneapolis el 16 de juny del 1925, amb el nom de Charlotte May Wind. Va aprendre música a la Universitat de Minnesota el 1947. Va anar a viure a Nova York, on estudià composició musical i treballà com a investigadora per a l'editorial Time-Life. Estudià amb els compositors Wallingford Riegger i Henry Cowell. Es casà amb Louis Barron al 1947 i van viure a Greenwich Village. El 1970, el matrimoni Barron es divorcià, tot i que seguiren col·laborant fins a la mort de Louis l'any 1989. Ella es casà amb el guionista Leonard Neubauer el 1973. El 1977 fundà "La societat per a la música electroacústica dels Estats Units (SEAMUS). Morí a Los Angeles al 20 d'abril de 2008.

## Primeres Obres

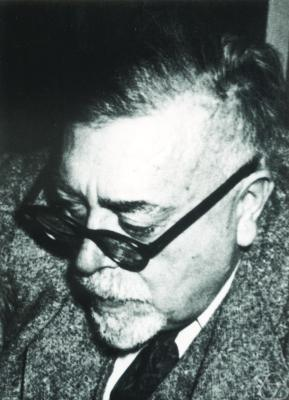
El matemàtic Norbert Wiener, inspira a Louis Barron per a la creació de circuits electrónics.

Ella i el seu marit Louis estudien Musique concrète amb una gravadora de cinta que els regalen quan es casen. En Louis és inspirat pel llibre del matemàtic Robert Wiener, Control and Communication in the Animal and the Machine, i comença a fer i manipular circuits electrònics per a generar so. Mentrestant ella s'especialitza en l'edició i modificació de la cinta magnètica. La primera composició americana de música electrònica per a cinta magnètica és de Bebe i Louis el 1950, amb el títol de Heavenly Menageri.
A principis dels anys cinquanta, el matrimoni Barron col·laboren amb diversos directors de cinema, per a la producció d'efectes sonors en cinema experimental. Van escriure la banda sonora a tres pel·lícules experimentals d'Ian Hugo. Les més famoses, Bells of Atlantis (1952) i Jazz of Lights (1954). També van fer la producció sonora de The Very Eye of Night (1959), pel·lícula de Maya Deren amb música de Teiji Ito. Bridges-Go-Round (1958) de Shirley Clarke conté dues composicions de Bebe i Louis.
L'obra més famosa i reconeguda dels Barron és la banda sonora de música electrònica que van fer per a la pel·lícula Forbidden Planet (1956), la primera per a una pel·lícula comercial.
El 1962 mouen el seu estudi d'enregistrament a Los Angeles, on treballen en la creació de sons per petites pel·lícules, teatre i televisió.

## Mètode
El llibre de 1948 Cybernetics: O bé, Control i Comunicació en l'Animal i la Màquina, del matemàtic Norbert Wiener del MIT va tenir un paper important en el desenvolupament de la composició dels Barron. La ciència de la cibernètica proposa que certes lleis naturals de comportament s'apliquen tant als animals com a les màquines electròniques més complexes.
Seguint les equacions presentades en el llibre, Louis Barron va ser capaç de construir circuits electrònics que va manipular per generar sons. La majoria de les tonalitats es van generar amb un circuit anomenat modulador d'anells. Els sons i patrons que sortien dels circuits eren únics i imprevisibles, ja que estaven sobrecarregant els circuits fins que es cremaven per crear els sons. Els Barron mai van poder tornar a recrear els mateixos sons, tot i que més tard van intentar recrear el seu so de signatura de Forbidden Planet. El funcionament imprevist dels circuits va fer que els Barron gravessin la seva obra.
La major part de la producció no va ser guionitzada ni anotada de cap manera. Els Barron ni tan sols consideraven el procés com a composició musical. El circuit que generava so no es tractava com un instrument amb notes, sinó com un actor. En futures composicions de banda sonora, cada circuit es manipularia segons les accions del personatge subjacent de la pel·lícula.
Després de gravar els sons, la parella va manipular el material afegint efectes, com ara la reverberació i el retard de la cinta (delay). També van invertir i van canviar la velocitat de certs sons. La mescla de diversos sons es va realitzar amb almenys tres gravadores de cinta. Les sortides de dues màquines es sincronitzaven manualment, i s'alimentaven en una entrada d'una tercera, enregistrant dues fonts separades simultàniament. La sincronització del futur treball cinematogràfic va ser realitzada per dos projectors de 16mm que estaven lligats a una gravadora de cinta de 16 mm, i per funcionar a la mateixa velocitat.
Bebe va fer la composició de tota la música. Segons ella, "només sonava com un soroll brut". Amb el temps, va desenvolupar la capacitat de determinar quins sons podrien convertir-se en alguna cosa d'interès. El bucle de cinta va donar ritme als sons dels Barron. Van barrejar els sons per crear els paisatges sonors electrònics de l'altre món i estranys requerits per Forbidden Planet.

## Forbidden Planet
L'any 1956 juntament amb el seu marit Louis van compondre la primera banda sonora completament electrònica de la pel·lícula Forbidden Planet.
Van aconseguir la feina al parlar amb el productor executiu de MGM, Dory Schary, en una exposició de pintures de l'esposa d'aquest. Era una pel·lícula perfecta per la seva manera de compondre, ja que estava ambientada en l'estil futurista. Podien utilitzar sons d'instruments electrònics com el Theremin. En un principi els Barron només havien d'encarregar-se de la creació d'efectes sonors, però més tard se'ls adjudica tota la producció sonora de la pel·lícula.
La música i els efectes sonors van sorprendre el públic. Neil Norman, productor de la companyia discogràfica GNP Crescendo Records, diu que es la seva banda sonora preferida, i més endavant els encarrega feines de producció sonora.
Els Barron no pertanyien als sindicats de músics, cosa que els va portar alguns problemes. Als crèdits de la pel·lícula en comptes d'anunciar "La música electrònica per Louis i Bebe Barron", posava "sons electrònics per Louis i Bebe Barron". Això va ser canviat a últim moment per un advocat contractat per la Federació Americana de Músics, d'aquesta manera no podia aparèixer la paraula música. També, a causa de no pertànyer al sindicat de músics, la pel·lícula no va ser considerada a un Oscar a la millor banda sonora, o al d'efectes sonors.

## Estudi d'enregistrament
Poc després del trasllat a Nova York, els Barron van obrir un estudi de gravació al 9 West 8th Street de Greenwich Village que atenia l'escena d'avantguarda. Aquest podria haver estat el primer estudi de música electrònica d'Amèrica. A l'estudi, els Barron van utilitzar una gravadora de cinta per gravar-ho tot i tothom. Van gravar Henry Miller, Tennessee Williams i Aldous Huxley llegint el seu treball en una forma d'audiollibre primerenc. Al juny de 1949, Anaïs Nin va gravar una versió completa de House of Incest i quatre històries més de Under a Glass Bell. Aquests enregistraments van ser premuts en vinil vermell i publicats al segell discogràfic de Clàssics Contemporanis de Barron sota la sèrie Sound Portraits.
Durant un curt període, els Barron van tenir un monopoli en equips d'enregistrament de cinta. L'única altra competició a la ciutat van ser els estudis propietat de Raymond Scott i Eric Siday. La connexió a través del cosí de Louis treballant al 3M va resultar ser vital per obtenir lots de cinta magnètica primerenca. A causa de la manca de competència en el camp, i per sorpresa dels propietaris, el negoci de la gravació va ser un èxit.
A part de les gravadores de cinta, la major part de l'equipament de l'estudi va ser completament construït pels Barron. Una de les peces era un subwoffer. Els oscil·ladors electrònics que produïen ones en forma de dent de serra, sinus i ones quadrades també eren possessions de premis construïts a casa. Tenien un filtre, un reverberador de molles i diverses gravadores de cinta. Un Stancil-Hoffmann per rodar va ser construït a mida per l'inventor per fer un bucle de les mostres, i canviar la seva velocitat. El negoci va aportar ingressos suficients per adquirir alguns equips comercials.
La música dels Barron va ser important per l'escena d'avantguarda. Durant 1952-1953 l'estudi va ser utilitzat per John Cage per al seu primer treball de cinta Williams Mix. Els Barron van ser contractats per Gàbia per ser els enginyers. Van gravar més de 600 sons diferents, i els van arranjar amb les indicacions de Cage de diverses maneres empalmant la cinta junts. La peça de quatre minuts i mig va trigar més d'un any a acabar-se. Cage també va treballar a l'estudi de Barron en el seu Music for Magnetic Tape amb altres compositors notables, incloent Morton Feldman, Earle Brown i David Tudor. Va ser Cage qui va animar per primera vegada als Barron a considerar les seves creacions "música".

## Obres Cinematogràfiques
Els Barron es van assabentar ràpidament que l'escena d'avantguarda no recollia moltes recompenses econòmiques. Es van dirigir a Hollywood, que ja feia diversos anys que utilitzava instruments electrònics, com el Theremin, en bandes sonores de pel·lícules.
A principis dels anys 50, els Barron van col·laborar amb diversos cineastes cèlebres per proporcionar música i efectes sonors per a pel·lícules d'art i cinema experimental. Van gravar tres curtmetratges experimentals d'Ian Hugo basats en els escrits de la seva dona Anaïs Nin. Les més destacades van ser Bells of Atlantis (1952) i Jazz of Lights (1954). Els Barron van assistir a Maya Deren en la producció d'àudio de la banda sonora de The Very Eye of Night (1959), que va comptar amb música de Teiji Ito. Bridges-Go-Round (1958) de Shirley Clarke va comptar amb dues bandes sonores alternatives, una dels Barron i una altra del músic de jazz Teo Macero. Les dues versions de la pel·lícula van mostrar la mateixa pel·lícula de quatre minuts de ponts de la ciutat de Nova York. Mostrant les dues versions de tornada va mostrar com diferents bandes sonores afectaven la percepció de l'espectador de la pel·lícula.
El 1956 els Barron van compondre la primera partitura electrònica per a una pel·lícula comercial, Forbidden Planet, estrenada per la Metro-Goldwyn-Mayer. Els Barron es van acostar a Dore Schary (productor executiu de MGM) en una exposició de pintures de l'esposa de Schary el 1955. Els va contractar poc després, quan la pel·lícula estava en postproducció.

## Últimes Obres
El Sindicat de Músics va obligar la MGM a titular la partitura de Forbidden Planet "tonalitats electròniques", no "música". I veient l'escriptura a mà a la paret, va utilitzar aquesta excusa per negar-los la pertinença als anys cinquanta; la principal preocupació del sindicat era la pèrdua de llocs de treball per als intèrprets i no per al mitjà en si. Com a resultat, els Barron mai van aconseguir una altra pel·lícula per a Hollywood. Els anys van passar i els Barron no van actualitzar la seva tecnologia, ja que estaven contents amb el que tenien. No obstant això, la tecnologia digital moderna imita els sons d'aquests antics circuits analògics. L'últim treball de Bebe va ser Mixed Emotions l'any 2000, a partir de matèries primeres recollides a l'estudi de la Universitat de Califòrnia a Santa Bàrbara.
El 1962, els Barron es van traslladar a Los Angeles. Tot i que es van divorciar el 1970, van continuar component junts fins a la mort de Louis el 1989. Bebe Barron va ser membre fundador i primer secretari de la Society for Electro-Acoustic Music als Estats Units de 1985 a 1987. La van concedir amb un premi a tota una vida el 1997.
El 2000, va ser convidada a crear un nou treball a la Universitat de Califòrnia a Santa Bàrbara, utilitzant l'última tecnologia de generació de so per recollir sons allà. D'octubre a principis de novembre de 2000, va fer tota la composició real a l'estudi de Santa Monica de Jane Brockman amb Brockman servint com a enginyera de gravació. Els sons recollits a la UCSB van ser importats a Intèrpret Digital al Mac i organitzats per crear l'obra final de Bebe, Mixed Emotions.

## Obra
- Heavenly Menagerie (1951–52)
- Bells of Atlantis (1952)
- For an Electronic Nervous System (1954)
- Miramagic (1954)
- Forbidden Planet (1956)
- Jazz of Lights (1956)
- Bridges-Go-Round (1958)
- Crystal Growing (1959)
- Music of Tomorrow (1960)
- The Computer Age (1968)
- Time Machine (1970)
- Space Boy (1971)
- More Than Human (1974)
- Cannabis (1975)
- The Circe Circuit (1982)
- Elegy for a Dying Planet (1982)
- New Age Synthesis II on Totally Wired (1986)
- What's the Big Hurry? (date unknown)
- Mixed Emotions by Bebe Barron (2000)